# Der Ruf der Liebe
Der Ruf der Liebe ist ein deutscher Stummfilm aus dem Jahr 1916 mit Henny Porten in der Hauptrolle.

## Handlung
Baronin Angelika von Degen hat in Graf Saldern einen hingebungsvollen Bewunderer und Verehrer. Dennoch kann sie sich nicht dazu entscheiden, ihn trotz seines Werbens zu heiraten. Nachdem beide von einer Segelpartie heimkehren, machen Angelika und Saldern ein Picknick. Unweit davon sieht Angelika den jungen Ulrich Henrici malen. Rasch entwickelt sie Interesse für den aufstrebenden Künstler, doch der zeigt ihr stets die kalte Schulter, egal was sie tut. Angelika beschließt, einen anderen Weg einzuschlagen. Sie streift das adelige Gehabe ab und verkleidet sich als einfache Magd. Und tatsächlich, Henrici beginnt sich für sie zu interessieren, macht ihr schließlich sogar einen Antrag. Doch Angelika lehnt ihn ab – vorerst. Als sie ihm schließlich das Jawort geben will, ist Henrici nicht mehr da – verreist.
Eines Tages wird Angelika das Opfer eines Feuers, das während eines Festes ausbricht. Sie überlebt zwar, aber ihr Gesicht ist von Brandnarben entstellt. Auch Henrici hat es in der Zwischenzeit schwer getroffen, infolge eines Unfalles erblindet er. Nach seiner Genesung heiraten Henrici und Angelika. Erst nach vielen Jahren erhält der Maler nach einer Operation sein Augenlicht wieder. Um ihm ihren Anblick zu ersparen und aus Angst vor seiner Reaktion flieht Angelika noch am selben Tage, noch ehe sie das Ergebnis der Operation kennt, aus seinem Leben. Henrici sucht seine Frau sechs Jahre lang, erst dann gelingt es ihm, sie aufzuspüren. Um ihr Sicherheit zu geben, lässt Henrici Angelika ausrichten, dass die Operation misslungen sei und er noch immer blind sei. Unter dieser Voraussetzung ist Angelika zur Rückkehr bereit.

## Produktionsnotizen
Der Ruf der Liebe entstand im Messter-Film-Atelier, Blücherstraße 32 und besaß vier Akte mit einer Länge von (bei der Neuzensur im März 1922) 1214 Metern. Die Uraufführung fand am 27. Oktober 1916 im Berliner Mozartsaal statt. In Wien lief der Film bei einer Länge von rund 1600 Metern am 19. Januar 1917 an.
Die Bauten stammen von Ludwig Kainer.

## Kritik
In Paimann’s Filmlisten ist zu lesen: „Stoff spannend. Photos, Szenerie und besonders das Spiel ausgezeichnet.“